# 長尾中華そば
長尾中華そば（ながおちゅうかそば）は、株式会社長中（ながちゅう）が運営する、主に青森県青森市で、魚介ダシの津軽ラーメンをメインに提供するラーメン店である。

## 津軽ラーメンについて
日本におけるラーメンの起源は明治末期まで遡るが、青森のラーメンも大変に古い歴史を持つ。
そのルーツは諸説あるが、蕎麦屋のメニューとして中華そばが提供されていたことから「津軽そばがルーツではないか」と言われている。

### 津軽ラーメンの種類
津軽ラーメンには、大きく分けると2つの流れがある。
高長まるしげ、原食堂（ともに青森市の飲食店）などで提供される、煮干し・焼干しを用いた澄んだ醤油スープが特徴の王道系。
もう一つは、弘前市のたかはし中華そばを源流とした濃厚魚介スープの濃厚煮干し系である。
濃厚煮干し系は王道系との違いが多く、分かりやすく区別するために「新・津軽ラーメン」と呼ぶ流れもある。
長尾中華そばは、この王道系と濃厚煮干し系の2本立てをメニューに初めて取り入れた店とされている。

## 長尾中華そばの特徴

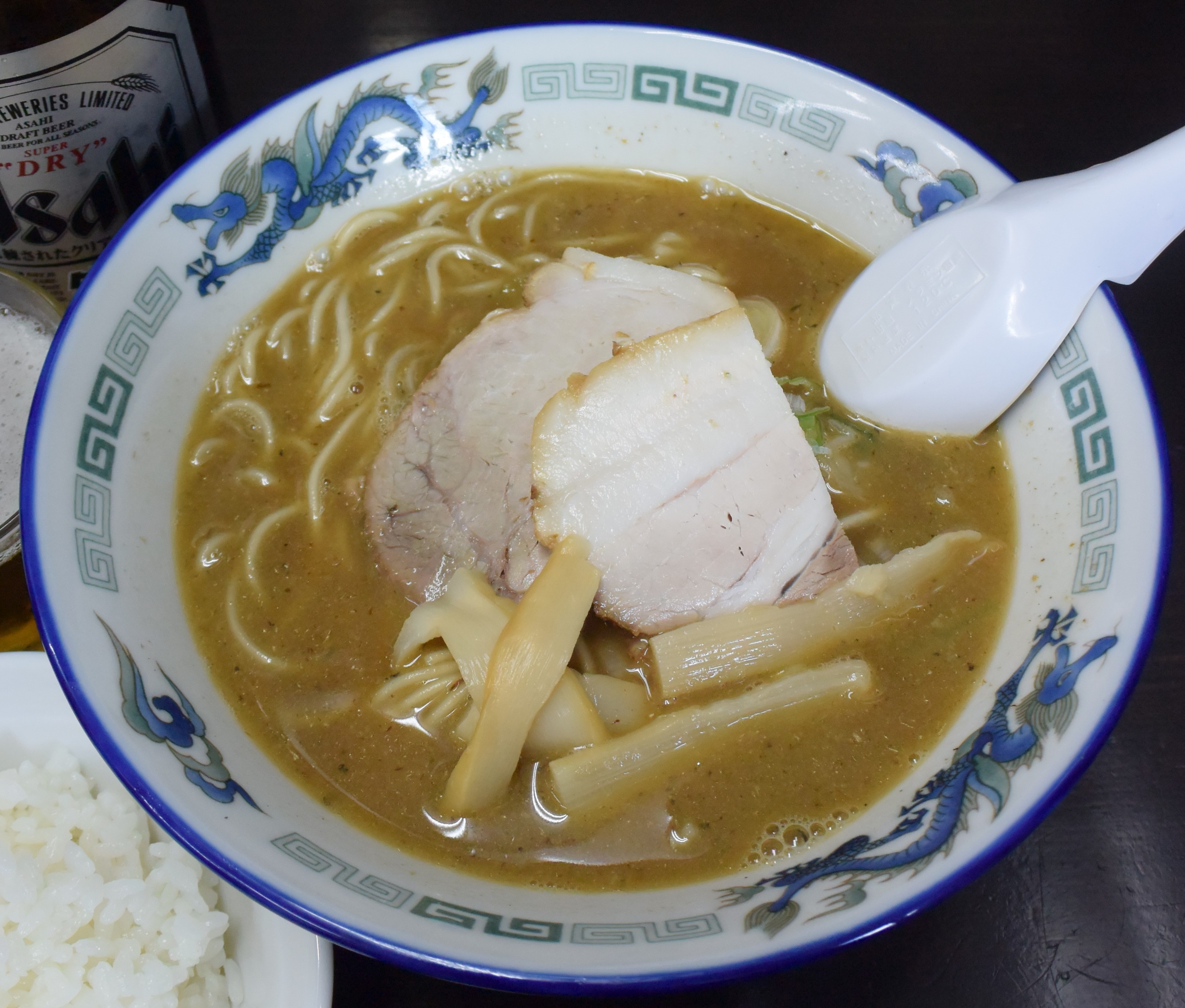
長尾中華そばのこく煮干し

長尾中華そばで提供しているラーメンは「津軽ラーメンには色々な味があるのを知って欲しい」というコンセプトにより、伝統的な津軽ラーメン（王道系）から、「新・津軽ラーメン」と位置付ける濃厚煮干し系まで幅広く揃えている。
スープは4種類の煮干し（ひらご、片口、うるめ、いりこ）、3種類の醤油を使い分け、それぞれの味を生み出している。
製法は2日間かけて白湯を作り、3日目にブレンドした煮干しを加えて仕上げるスタイル。
麺はウェーブをかけた中太麺。
一番人気メニューは「こく煮干し」である。こちらは濃厚煮干し系だが、バランスを重視した後味となっている。

## 実店舗とその影響について
青森県内に5店舗、県外に3店舗などを構える。実店舗のみならず、全国の物産展や東京ラーメンショーでも展開。青森ラーメンの知名度向上に一役買っている。
- 長尾中華そばは「街のラーメン屋」というよりも、1つのグループ企業として青森市民からは非常に高い認知度を持つ。
- グループを立ち上げ、経営者として取りまとめているのは現代表取締役かつ社長の長尾大である。
- 長尾中華そばは「煮干しをガツンと効かせた新・津軽ラーメン」として、一躍脚光を浴びた。

特に2000年代後半、東京ラーメン界に「ラーメン凪」「博多長浜らーめん田中商店」の登場で巻き起こった、空前の煮干しラーメンブームに多大な影響を与えた、と言われている。

## 社長紹介
- 高校卒業後、新宿調理師専門学校へ進む。専門学校卒業後は、中華料理の道へ。
- 25歳：青森へ帰郷。青森国際ホテル内にある中華料理店吉慶（きっちゅん）で働く。
- 帰郷後、地元のラーメン屋を食べ歩いて「青森は煮干しベースのラーメン屋が多い地域である」ことを知る。更にその後、「たかはし中華そば店」にて影響を受け、ラーメン作りに興味を持つ。
- 29歳：自分の味を求め、浜田地区に「長尾中華そば」を立ち上げる[5]。
- 津軽ラーメン煮干し会[7]の代表を務め、日本ラーメン協会にも参加。青森のラーメンを全国へ広めるべく、催事やイベントで広く活動[5]。

## 歴史[3]
- 2004年 - 長尾中華そば創業。
- 2006年 - 津軽ラーメン街道に期間限定で出店。東京の立川にあるラーメンスクエアで行われたラーメントライアウトで決勝に進出。
- 2007年 - サークルKサンクスよりカップラーメンを発売。
- 2009年 - 東京ラーメンショーに出店し、3日間で約3,000杯を売り上げる。
- 2013年 - 東京の池袋で期間限定で石神秀幸のプロデュースにより出店[8]。
- 2018年 - 長尾中華そば神田店オープン[6]。
- 2019年 - zozoの前社長である前澤友作が長尾中華そばのカップラーメンを絶賛[9]。ラーメン大好き小泉さんで長尾中華そばが紹介される[10]。「ZIP！朝ごはんジャーニー」で紹介される[11]。